# Einen Vogel haben
Die Redensart einen Vogel haben bedeutet so viel wie „verrückt, wahnsinnig, nicht ganz bei Verstand sein“. Regional ist auch die Form „eine Meise haben“ verbreitet. Jemandem einen Vogel zeigen ist die gestische Entsprechung dieser Redewendung.

## Herleitung
Der Ausdruck wird im Allgemeinen auf einen alten Volksglauben zurückgeführt, nach dem sich in den Köpfen von Geisteskranken kleine Tiere, wie Vögel, eingenistet haben; die gleiche Vorstellung liegt auch bei der Wendung „Bei dir piept's wohl!“ vor. Der Wiener Medizinhistoriker Johann Werfring hingegen erklärt den Ursprung dieser Redensart mit der einstmaligen Bezeichnung „Vogelköpfe“ für mikrocephale Menschen (= Menschen mit kleinen Köpfen). Bei der Mikrocephalie handelt es sich um eine Entwicklungsbesonderheit beim Menschen (geistige Behinderung), bei welcher der Kopf (wie auch das Gehirn) eine vergleichsweise geringe Größe aufweist.
Die Variante „eine Meise haben“ wird bisweilen auch als Verballhornung von Jiddisch mases, „Untaten“, gedeutet, das in der deutschen Umgangssprache wohl auch den Ausdruck „Mätzchen“ ergab („mach keine Mätzchen“, also „mach keinen Unfug“).

## Synonyme
Synonym gebrauchte Redensarten sind unter anderem „nicht alle Tassen im Schrank haben“, „nicht (mehr) alle Latten am Zaun haben“, „eine Schraube locker haben“ und „einen Sprung in der Schüssel haben“ sowie „einen Schuss haben“.